# Gamsfluchten
Die Gamsfluchten sind ein Berg im Kaisergebirge in Tirol, der zwei Gipfel aufweist. Der Bergstock besteht aus der nördlichen Hinteren Gamsflucht (2140 m ü. A.) und der südlichen höheren Vorderen Gamsflucht (2203 m ü. A.). Beide Gipfel gehören zur Gemeinde Kirchdorf in Tirol.

## Lage
Die Gamsfluchten steigen unmittelbar nördlich des Lärcheggs als Mittelteil im Gratverlauf Richtung Süden zur Ackerlspitze auf und liegen damit im östlichen Teil des Kaisergebirges (Ostkaiser). Westlich gegenüber befindet sich der Mitterkaiser, dazwischen liegt das Hochkar Kleines Griesener Tor. Vom Lärchegg sind sie durch das Südliche und Nördliche Griesschartl getrennt. Zur Ackerlspitze hin befindet sich unmittelbar nach dem Gipfel der Vorderen Gamsflucht Richtung Süden ein steiler Absatz mit einer Scharte. Beide Gipfel weisen in Nord-Süd-Richtung einen markanten Gratverlauf mit einigen Grattürmen auf, sie fallen jeweils nach Osten und Westen in steilen Felsabstürzen ins Kleine Griesner Tor (Westseite) bzw. in 600 Meter hohen Wänden zur Kreidegrube hin (Ostseite) ab.

## Routen
Das Gestein ist teils morsch und vielfach brüchig, daher werden die Gipfel selten besucht. Beide Gipfel können nur durch Klettern erreicht werden, alpine Erfahrung, Trittsicherheit, Schwindelfreiheit, gute Kondition, Orientierungssinn und Klettergeschick sind daher Voraussetzung. Auf die Gipfel führen keine markierten oder gesicherten Routen (keine Haken). Einziger Stützpunkt ist die Fritz-Pflaum-Hütte.
Der Gipfel der Hinteren Gamsflucht verlangt ungesicherte Kletterei im II. Schwierigkeitsgrad nach UIAA-Skala. Zunächst steigt man aus dem Kaiserbachtal oder von der Fritz-Pflaum-Hütte zum Kleinen Griesener Tor und sodann weiter auf der markierten Route Richtung Lärchegg. Dort wo diese Route das große steil ansteigende Schuttkar nach Norden verlässt steigt man weiter an bis in die südliche Scharte (Südliches Griesschartl). Von dort geht es zunächst östlich abwärts und über Grasschrofen Richtung Süden erreicht man eine schluchtartige Rinne, über die man den Nordgrat erreicht. Nach einem Quergang auf der Westseite gelangt man über den Grat zum Gipfel mit Gipfelbuch. Zeitbedarf ab dem Kleinen Griesener Tor rund 2 Stunden.
Die Vordere Gamsflucht verlangt ungesicherte Kletterei im III. Schwierigkeitsgrad nach UIAA-Skala (III-). Der Einstieg befindet sich im unteren Teil des Nordsteiges aus dem Griesener Kar zur Ackerlspitze. Den Nordsteig kann man entweder über das Große Griesener Tor via Fritz-Pflaum-Hütte oder über das Kleine Griesener Tor aus dem Kaiserbachtal erreichen. Die markierte Route hinauf zur Ackerlspitze verlässt man ostseitig dort, wo die Route einen deutlichen Steig mit Kehren im Grasschrofen-Gelände auszubilden beginnt. Nach Überquerung einer Rinne quert man Teils auf Steigspuren auf Grasschrofen und durch Rinnen aufsteigend hinauf zum Verbindungsgrat, der von der Ackerlspitze hinüber zieht zur Vorderen Gamsflucht. Entlang des Grates, Grattürme ostseitig umgehend erreicht man die Scharte vor dem Gipfelaufbau. Dort über eine Platte, durch einen Kamin und über ein Band zum Vorgipfel und weiter durch eine Scharte auf den Gipfel.
An beiden Bergen gibt es weitere, schwierigere Kletterrouten, die aber äußerst selten begangen werden.